# Die Grünen Tirol
Die Grünen Tirol bzw. Die Grünen – Die Grüne Alternative Tirol ist die Landesorganisation der österreichischen Partei Die Grünen – Die Grüne Alternative in Tirol.
Die Grünen Tirol sind seit 1989 dauerhaft im Tiroler Landtag vertreten. Bei der Landtagswahl 2013 erreichten sie 5 der 36 Mandate im Tiroler Landtag und bildeten seitdem gemeinsam mit der Tiroler Volkspartei die Tiroler Landesregierung. Auf die Landesregierung Platter II von 2013 bis 2018 folgte die Landesregierung Platter III, welche von 2018 bis 2022 im Amt war. Die Partei stellte mit Ingrid Felipe die Landeshauptmannstellvertreterin und mit Gabriele Fischer die Soziallandesrätin. Nach der Landtagswahl 2022 erreichten die Grünen 3 von 36 Mandaten im Landtag und sind seitdem nicht mehr in der Regierung.

## Geschichte
Bei der Gemeinderatswahl in Innsbruck am 25. September 1983 traten zum ersten Mal „Grüne“ Listen an. Die Alternative Liste Innsbruck erreichte 2,87 % und zog mit einem Mandat in den Gemeinderat ein. Kandidaten waren Hans Augustin, Astrid Kirchbaumer, Eva Köckeis-Stangl, Rainer Patek und Sylvia Wallinger. Der aus der alternativen „Stattzeitung“ hervorgegangene Stattclub mit Gerhard Fritz an der Spitze erreichte 1,1 %.
Zum ersten Mal konnte man in Tirol für die Grünen im ganzen Bundesland bei der Nationalratswahl 1986 stimmen, bei der der Partei als vierte der erstmalige Einzug in den Nationalrat gelang. Dabei erreichte sie in Tirol 5,76 % (bei einem Bundesergebnis von 4,82 %).
Bei der Landtagswahl am 12. März 1989 gelang den Grünen beim erstmaligen Antreten mit 8,26 % das Überspringen der 5-Prozent-Hürde und damit der erstmalige Einzug in den Tiroler Landtag mit drei Abgeordneten, Eva Lichtenberger, Jutta Seethaler und Franz Klug.
Bei der Gemeinderatswahl in Innsbruck 1989 traten zwei „Grüne“ Listen an. Die ALI (Alternative Liste Innsbruck – Die Grüne Alternative) erreichte 10,63 % und vier Mandate. Damit stellte sie auch einen Stadtrat, der in den folgenden Jahren wechselweise besetzt wurde – mit Rainer Patek, Uschi Schwarzl und Gerhard Fritz. Die VGÖ-nahe “Grüne Liste Innsbruck” kam auf 4,19 % und erreichte ein Mandat (Georg Willi). Willi und Patek initiierten später die Einigung der grünen Parteien.
Der erste Bundeskongress der Grünen Alternative, der in Tirol stattfand, war der 5. Bundeskongress von 13. bis 15. Juli 1990 in Telfs. Dabei wurde das Programm für die Nationalratswahl 1990 beschlossen.
Die erste Regierungsbeteiligung der Tiroler Grünen (und der Grünen österreichweit) gab es aufgrund des Proporzsystems in der Landesregierung Weingartner II von 1994 bis 1999, in der Eva Lichtenberger das Amt der Landesrätin für Umweltschutz, Abfallwirtschaft, Wasserwirtschaft und Baurecht übernahm. Das Proporzsystem wurde während dieser Regierung im Jahr 1998 abgeschafft.
Im Juni 1995 fand in Innsbruck der 12. Bundeskongress der Grünen statt. Am Rande des Kongresses veranstalten etwa 100 Aktivisten der Tiroler Grünen eine Blockade der Brennerautobahn mit Baumstämmen aus Protest gegen den steigenden Transitverkehr. Bereits 1991 protestierten Tirols Grün-Alternative mit einer genehmigten „Fahrrad- und Fußgängerdemonstration“ auf der Inntalautobahn bei Volders gegen ein angebliches Nachgeben der österreichischen Bundesregierung bei den Transitverhandlungen mit der Europäischen Gemeinschaft.
Bei der ersten österreichischen Europaparlamentswahl 1996 erreichten die Grünen 8,59 % in Tirol und 6,81 % österreichweit.
Im Zuge der Landtagswahl 2003 gelang den Tiroler Grünen das bisher beste Ergebnis mit 15,59 % sowie das erstmalige Erreichen eines Bundesratsmandats, welches Eva Konrad annahm.

### Landessprecher
- 1989 bis 1999: Eva Lichtenberger
- 2002 bis 2003: Wolfgang Meixner
- 2003 bis 2005: Georg Willi
- November 2009 bis Oktober 2013: Ingrid Felipe[12]
- November 2013 bis April 2016: Georg Willi[13]
- Juni 2016 bis August 2018: Hubert Weiler-Auer[14]
- August 2018 bis November 2019: Barbara Schramm-Skoficz[15]
- November 2019 bis März 2023: Christian Altenweisl[16]
- seit März 2023: Gebi Mair[17]

### Bisherige Bundesräte
- Eva Konrad (2003 bis 2008)
- Nicole Schreyer (2013 bis 2018)

### Landtagsabgeordnete
- Liste der Grünen Landtagsabgeordneten in Österreich#Tirol